# Кіт Колман
Кетлін Блейк (Кіт) Фергюсон, шлюбі Колман (1856—1915) — ірландсько-канадська журналістка та феміністка. Перша всесвітньо визнана жінка-військова кореспондентка (висвітлювала Іспано-американську війну для Toronto Mail в 1898). Перша жінка-журналістка, що мала власний розділ в канадській газеті (де писала замість моди та рецептів про політику, науку, релігію та новини). Перша президентка Канадського жіночого клубу преси — організації журналісток.

## Раннє життя
Кетлін Фергюсон народилася в сім'ї фермера Патріка і Мері Фергюсон в Каслблейкни, графство Голуей, в травні 1856 року. Спершу вчилася при абатстві Лоретто в Ратфарнеме, закінчувала освіту в Бельгії. В дорослому віці згадувала, як батьки вплинули на її любов до творчої діяльності; батько прищепив їй пристрасть до читання, а мати, яка була сліпою, навчила гри на кількох музичних інструментах. Сильний вплив на її інтелектуальне життя йшов від дядька Томаса Ніколаса Берка, домініканського священика, відомого ліберала й оратора, який навчив її релігійної і соціальної терпимості, що позначилося на її роботі журналістки.
В юному віці під іменем Кетлін Блейк стала дружиною Томаса Вілліса, старшого за неї багатого землевласника. Народила дитину, яка померла у ранньому дитинстві, чоловік помер незабаром після цього. Шлюб був нещасливим, тому Кетлін не успадкувала нічого після чоловіка й емігрувала в Канаду молодою вдовою в 1884 році. Там вона працювала секретаркою, поки не одружилася зі своїм начальником Едвардом Воткінсом. Жила в Торонто і Вінніпегу, де народила двох дітей (Теді і Патрисія).
В 1889 році, після смерті чоловіка або, більш імовірно, після їх розлучення, Кетлін спершу працювала прибиральницею, намагаючись забезпечити себе і дітей, а потім почала писати статті для місцевих журналів, в основному «Суботня ніч Торонто» (Toronto's Saturday Night).

## Журналістика
Кетлін Блейк Воткінс переїхала в Торонто в 1890 році, щоб продовжувати журналістську діяльність: «Кіт з Мейл» була першою жінкою-журналісткою, відповідальною за свій розділ в канадській газеті. Потім її взяли на роботу в «Торонто Мейл», пізніше «Мейл енд Емпайр» (Mail and Empire). У 1890-х і початку 1900-х вела сторінку на сім колонок в «Торонто Мейл», яка називалася «Королівство жінок» (Woman's Kingdom) і публіковалася раз на тиждень. Вона почала писати статті на легші теми, типові для жіночих колонок того часу, такі як театральна критика, мода або рецепти, а в одній з найпопулярніших своїх статей давала поради закоханим. Вона виступала проти тверджень редакторів про те, що жінки цікавляться лише домашнім господарством, модою та її колонкою порад, і наполягала на праві писати на інші теми, які також вважала цікавим для жінок: політика, бізнес, релігія і наука.
Її колонка була настільки відвертою, що привернула широку читацьку увагу, включаючи прем'єр-міністра Канади Вілфріда Лор'є. Вона також висвітлювала теми соціальних реформ, проблем жінок, вивчала проблеми домашнього насильства і поганих умов праці жінок. Статті Колман розміщувалися в газетах по всій Канаді, де вона працювала до травня 1911 року.
Кетлін Блейк Воткінс все частіше писала статті, що охоплювали теми основних новин, і незабаром стала однією з «зоряних» репортерів «Мейл». У 1891 році вона взяла інтерв'ю у французької зірки сцени Сари Бернар, яка виступала в Канаді. Колман була спеціальною кореспонденткою для «Торонто Мейл» під час Всесвітньої виставки, Чикаго, 1893; Зимового ярмарку, Сан-Франциско, 1894; у Британській Вест-Індії, 1894; під час діамантового ювілею королеви Вікторії, Лондон, 1897. Її репутація зростала на міжнародному рівні, і в 1894 році американський довідник назвав її статті «блискучими» і зазначив, що жодна жінка-журналістка і жодна людина, яка не досягла звання головного редактора, не мала такого впливу на престижність і поширення північноамериканських газет.

## Освітлення Іспано-американської війни на Кубі
Під час Іспано-американської війни 1898 року Кетлін Блейк висловила бажання поїхати на Кубу, щоб висвітлити фронтові події, і «Торонто Мейл» погодилася, сподіваючись таким чином отримати сенсаційний матеріал. Проте редактори Блейк зобов'язували її писати тільки «теревені», як вона називала їх, а не справжні новини з фронту, вважаючи це неприпустимим для жінки. Вона отримала право бути військовою журналісткою від уряду США, ставши першою у світі жінкою-визнаною військовою кореспонденткою.
Вона була уповноважена супроводжувати американські війська і рішуче виступала проти інших кореспондентів і військової влади, яким майже вдалося затримати її у Флориді. Блейк опиралася і прибула на Кубу в липні 1898 року, незадовго до кінця війни. Її розповіді про наслідки війни та її людські жертви стали вершиною її кар'єри журналістки і принесли їй всесвітню популярність. Під час дороги назад в Канаду Кетлін Блейк зупинилася у Вашингтоні, де звернулася в Міжнародний союз журналісток.

## Пізня кар'єра. Фемінізм
Після повернення з Куби Кетлін Блейк одружилася з Теобальдом Колманом і переїхала в Коппер Кліфф, де її чоловік був лікарем в канадській мідній компанії. У 1901 пара переїхала в Гамільтон, Онтаріо.
У 1904 році, для боротьби з дискримінацією жінок у журналістиці, вона допомогла створити Канадський жіночий клуб преси і першою його очолила. Попри новаторську роботу журналістки і активну письменницьку діяльність на тему прав жінок, Колман публічно засуджувала фемінізм і ідею права голосу для жінок до 1910 року. Багато інших журналісток, серед них її колега з «Мейл енд Емпайр», Кетрін Гейл (Амелія Бірз Ворнок), розглядали Кіт Колман як першопрохідницю і зразок для наслідування, а суфражистки сподівалися, що вона стане активісткою у питанні жіночого права голосу. Політична неоднозначність Кіт Колман частково виходила з позиції редакторів у «Торонто Мейл» і «Мейл енд Емпайр»; обидві газети різко виступали проти цього[чого?]. Крім того, Колман не була впевнена, наскільки сильно жінки і «об'єктивні» журналісти повинні бути залучені в політику. 
Кіт Колман також була поетесою і публікувала поетичні збірки.
Вона захворіла на пневмонію і померла 16 травня 1915 року в Гамільтоні, Онтаріо.